# Giovanni Roano e Corrionero
Giovanni Roano e Corrionero (Villares de la Reina, 27 december 1618 -  , 4 juli 1703) was een Spaans prelaat in het koninkrijk Sicilië dat deel uitmaakte van het Spaanse Rijk.

## Naam
Zijn oorspronkelijk Spaanse naam was Juan Ruano y Corrionero. De Sicilianen vertaalden dit naar Giovanni Roano e Corrionero.

## Levensloop
Roano groeide op in Villares, dat nadien Villares de la Reina werd genoemd. Dit was gelegen in het bisdom Salamanca destijds in het koninkrijk Castilië. Zijn oom was Antonio Corrionero, bisschop van de Canarische Eilanden en nadien van Salamanca.
Aan de universiteiten van Salamanca en Valladolid behaalde hij de doctorstitels in de theologie (1647) en canoniek recht (1658). In 1659 werd hij kanunnik in de kathedraal van Valladolid. Datzelfde jaar werd hij docent aan het Colegio de Santa Cruz in Valladolid. Hij doceerde er letteren en filosofie (1659-1661). 

### Bisschop van Cefalú
Koning Filips IV droeg hem voor als bisschop van Cefalú in Spaans-Sicilië (1659). Roano trok naar Rome voor de bisschopswijding met akkoord van paus Clemens X (1660); kardinaal Barberini wijdde hem.
Nadien reisde Roano door naar Sicilië (1661). Roano bleef op de bisschopstroon van Cefalú tot 1673. In Cefalú begon hij aan zijn politieke rol in Sicilië alsook met het uitbouwen van een kunstcollectie. In de kathedraal van Cefalú richtte hij een kapel in toegewijd aan Maria Immacolata; de middenbeuk werd gerestaureerd. Bij de dood van koning Filips IV liet Roano in de kathedraal een piramide constructie bouwen als rouwmonument.

### Aartsbisschop van Monreale
Paus Clemens X bevorderde Roano tot aartsbisschop van Monreale in 1673. Hij breidde zijn kunstcollectie verder uit, alsook de kunstschatten van de kathedraal met onder meer kruisbeelden versierd met edelstenen. Tevens organiseerde hij uitdelingen van aalmoezen aan de armen. De restauratie van de kathedraal van Monreale duurde van 1687 tot 1692. In de kathedraal liet hij een kruisbeeld uit de 15e eeuw inbrengen in een nieuwe kapel. Het beeldhouwwerk bestaat uit een kruisbeeld versierd met edelstenen dat vastgespijkerd zit op de stamboom van Jesse. Bovenaan de boom staat Maria, de Moeder Gods. De kapel draagt de naam Cappella del Crocifisso, ook naar hem genoemd Cappella Roano. Deze kapel wijdde hij in bij het einde van de bouwwerken in 1692. Hij overleed in 1703.

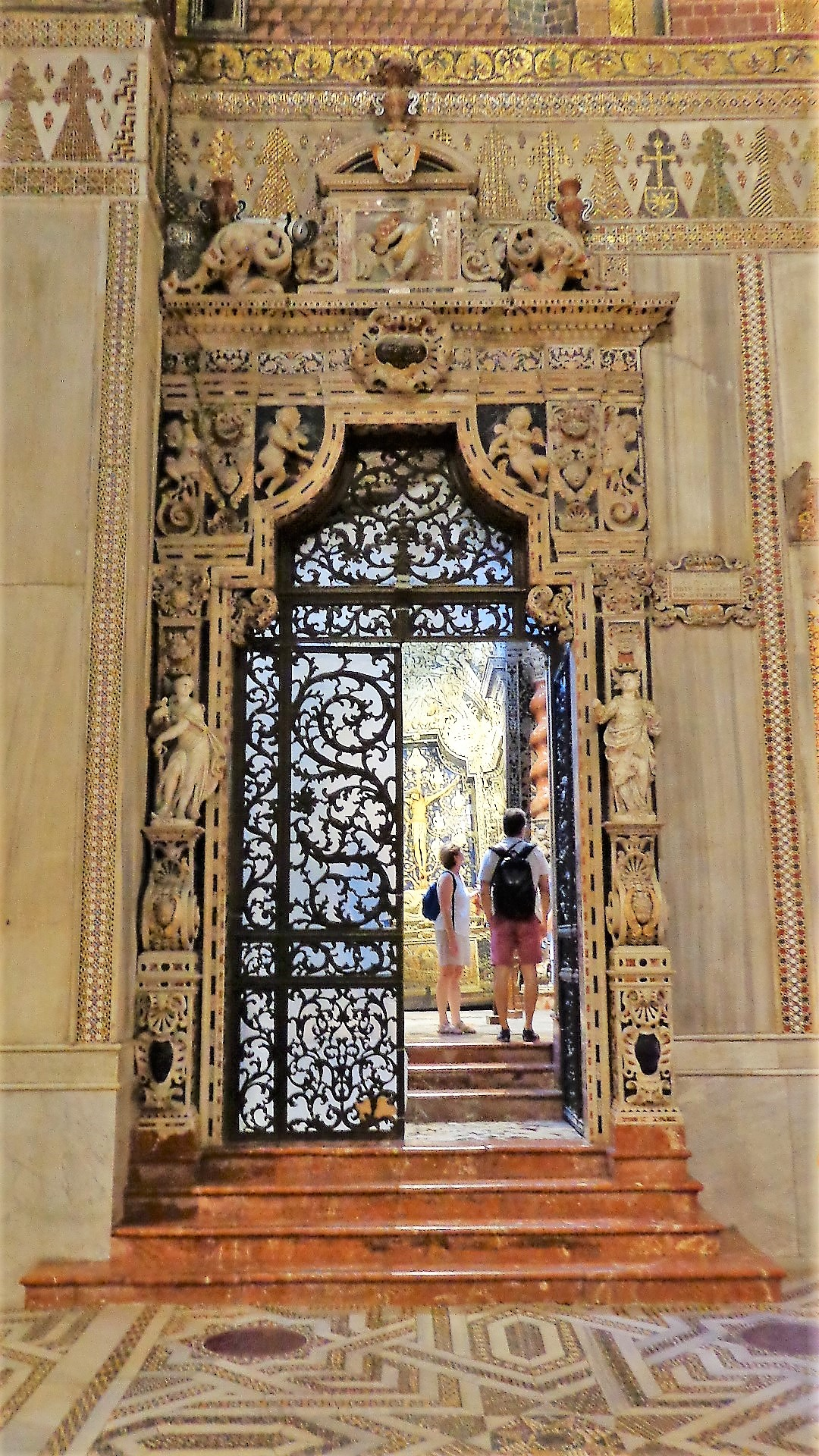
Ingang naar de Cappella del Crocifisso of Cappella Roano, Dom van Monreale